# 変態設立事項
変態設立事項（へんたいせつりつじこう）とは、株式会社の設立の際に、発起人が自己又は第三者の利益を図って会社の財産的基礎を危うくする可能性のある危険な事項として、定款に記載するとともに、裁判所に選任された検査役の調査を受けなければ効力を生じない事項のこと。
内容は、①現物出資 ②財産引受 ③発起人がうける特別利益・報酬 ④会社の負担になる設立費用 の4つ事項で、設立において特別な手続が付加されていることから、通常の状態ではない（変態）という意味で変態設立事項と呼ばれる。
- 会社法は、以下で条数のみ記載する。

## 概要
種類(28条)
- 現物出資
- 財産引受
- 発起人がうける特別利益・報酬
- 会社の負担になる設立費用

規制
原始定款に記載し、又は記録しなければ、その効力を生じない(28条)。